# روز و شب (فیلم ۱۹۹۷)
روز و شب (به فرانسوی: Le Jour et la Nuit) یک فیلم درام فرانسوی محصول سال ۱۹۹۷ به کارگردانی روشنفکر عمومی برنار-آنری لوی با بازی آلن دلون، لورن باکال، آریل دومبال و فرانسیسکو رابال است. این فیلم دربارهٔ یک نویسنده فرانسوی است که برای یک زندگی آرام به مکزیک گریخته است و یک بازیگر زن که حاضر است او را برای بازی در فیلمی که از یکی از کتاب‌هایش اقتباس شده است اغوا کند.
این فیلم در ۷۴ پرده در فرانسه اکران شد و در هفته افتتاحیه ۲۳۶٫۲۵۶ دلار فروخت و در رده چهاردهم باکس آفیس قرار گرفت. روزنامه ایندیپندنت این فیلم را به عنوان «یک فاجعه بحرانی کاهش نیافته و یک شکست کامل باکس آفیس» توصیف کرد.